# 신경 쓰이는 그 느낌의 노래/밝고 착한 아이
《신경 쓰이는 그 느낌의 노래/밝고 착한 아이》(気になるその気の歌/明るく良い子 키니나루소노키노우타/아카루쿠요이코[*])는 2025년 7월 2일 발매된 모닝구무스메'25의 일흔다섯 번째 싱글이다.

## 개요
- 이쿠타 에리나의 마지막 참여 싱글
- 활동 휴지 중인 키타가와 리오는 싱글 불참가.
- 초회한정반 A, B, SP, 통상반 A, B의 5 형태로 발매.
- 초회한정반 A, B, SP에는 Blu-ray Disc가 같이 수록되고 있다.
- 모든 초회한정반에는 이벤트 추첨 일련 번호 카드가 봉입되고 있다.

## 수록곡

### CD
1. 気になるその気の歌
작사, 작곡 : 층쿠 / 편곡 : 히라타 쇼이치로
2. 明るく良い子
작사, 편곡 : 층쿠 / 편곡 : 오쿠보 카오루
3. 気になるその気の歌 (Instrumental)
4. 明るく良い子 (Instrumental)

### Blu-ray Disc
초회한정반 A
1. 気になるその気の歌 (Music Video)
2. 気になるその気の歌 (Dance Shot ver.)
3. 気になるその気の歌 (메이킹 영상)

초회한정반 B
1. 明るく良い子 (Music Video)
2. 明るく良い子 (Dance Shot ver.)
3. 明るく良い子 (메이킹 영상)

초회한정반 SP
1. 『COUNTDOWN JAPAN 23/24』(2024년 12월 30일, 마쿠하리 멧세) 모닝구무스메'23 라이브 & 백스테이지 영상
2. 『THE FIRST TAKE』(2024년 11월 · 12월 공개) 가창 영상

## 차트
- 일간최고순위 2위 (오리콘 차트)